# Timo Huges
Timo Huges (Den Haag, 5 april 1965) is een Nederlandse bedrijfskundige, die van 1 oktober 2013 tot en met 5 juni 2015 de president-directeur was van de Nederlandse Spoorwegen. 

## Carrière
Huges studeerde bedrijfskunde aan de Rijksuniversiteit Groningen. Na zijn afstuderen vervulde hij tot 1992 werkstages bij Unilever en Twijnstra Gudde. In 1992 ging hij aan de slag bij vervoerder Frans Maas, waar hij na enkele jaren toetrad tot het bestuur. Zijn eerste opdracht bij de Venlose logistieke dienstverlener was het opzetten van een verkoopvestiging in Engeland. Van 2006 tot en met 2008 was Huges algemeen directeur van Bloemenveiling Aalsmeer en van 2008 tot 2013 algemeen directeur van de Koninklijke Coöperatieve Bloemenveiling FloraHolland.

## NS
In 2013 ging  hij aan de slag als president-directeur bij de NS, waar hij Bert Meerstadt opvolgde, die op 30 september 2013 stopte. Huges vertrok bij de NS naar aanleiding van zijn vermeende rol bij de aanbesteding van de openbaar-vervoerconcessie in Nederlands Limburg, die in februari 2015 was toegekend aan Abellio. Aan deze NS-dochter bleek geheime bedrijfsinformatie te zijn toegespeeld, mogelijk met medeweten van Huges. Na een gesprek met hem op 5 juni 2015 liet minister Dijsselbloem van Financiën weten dat Huges onder druk ontslag had genomen en dat daarmee schoon schip was gemaakt in de kwestie. De Raad van Commissarissen van NS had ook het vertrouwen in hem verloren. De minister gaf aan dat hij geen vertrekvergoeding zou ontvangen.
Het ontslag was niet op staande voet, omdat de Raad van Commissarissen had verzuimd dit op papier te bekrachtigen en Huges bestreed dat hij zelf was opgestapt. In augustus 2015 dagvaardde Huges de NS. Hij wilde alsnog zijn vakantiegeld en drie maanden opzegtermijn uitbetaald krijgen. Voordat de zaak voor de rechter kwam kreeg Huges 175.000 euro mee als schikking.

### Vervolging en vrijspraak
Op 21 juli 2016 maakte het Openbaar Ministerie de vervolging bekend van Huges en vier andere voormalige topfunctionarissen van NS en dochterbedrijven op verdenking van omkoping, valsheid in geschrifte en het schenden van bedrijfsgeheimen in verband met onregelmatigheden bij de aanbesteding van het openbaar vervoer in Limburg. Tegen Huges, als NS-topman de hoogste in functie bij de onregelmatigheden, eiste het OM op 21 november 2017 een jaar cel. Door de Rechtbank Oost-Brabant werd Huges op 21 december 2017 volledig vrijgesproken. Het hoger beroep dat het OM hiertegen instelde werd in november 2020 ingetrokken.